# Luxemburgia hatschbachiana
Luxemburgia hatschbachiana är en tvåhjärtbladig växtart som beskrevs av C. Sastre. Luxemburgia hatschbachiana ingår i släktet Luxemburgia och familjen Ochnaceae. Inga underarter finns listade i Catalogue of Life.